# Millotagrion
Millotagrion is een geslacht van libellen (Odonata) uit de familie van de waterjuffers (Coenagrionidae).

## Soorten
Millotagrion omvat 1 soort:
- Millotagrion inaequistigma Fraser, 1953